# Giovanni Cassini
Giovanni Domenico Cassini (también conocido como Cassini I) (Perinaldo, República de Génova, 8 de junio de 1625-París, 14 de septiembre de 1712) fue un astrónomo, geógrafo e ingeniero italiano naturalizado francés. Desde 1669 vivió en Francia y en 1673 se convirtió en ciudadano francés, por lo que también es conocido por la versión francesa de su nombre, Jean-Dominique Cassini. Luis XIV de Francia le nombró en 1671 director del Observatorio de París y miembro de la Academia de Ciencias. Cassini permanecería como director el resto de su vida. Tras cuarenta años de observar el cielo, quedó completamente ciego y murió en 1712. Cassini fue un contemporáneo de Isaac Newton que realizó numerosas contribuciones observacionales a la astronomía del sistema solar, que acabarían siendo fundamentales para apuntalar la teoría de la gravitación.

## Biografía
Cassini nació en Perinaldo, cerca de Imperia , en aquel entonces en el condado de Niza , parte del estado de Saboya. Hijo de Jacopo Cassini, toscano, y Giulia Crovesi. Tras dos años de estudios en Vallebone, Cassini ingresó en el Colegio Jesuita de Génova, donde estudió con Casselli. Posteriormente, estudió en la abadía de San Fructuoso. Su primer interés, sin embargo, fue en la astrología más que en la astronomía.
En 1648, Cassini aceptó un puesto en el observatorio de Panzano (Castelfranco Emilia), cerca de Bolonia, para trabajar con el marqués Cornelio Malvasia, un astrónomo aficionado adinerado, iniciando así la primera parte de su carrera. Durante su estancia en el Observatorio de Panzano, Cassini completó su formación con los científicos Giovanni Battista Riccioli y Francesco Maria Grimaldi.
En 1650, el Senado de Bolonia lo nombró catedrático principal de astronomía en laUniversidad de Bolonia, sucediendo al discípulo de Galileo, Bonaventura Cavalieri. Mientras ocupaba su cargo en Bolonia, observó y escribió un tratado sobre el cometa de 1652. También trabajó en el Senado de Bolonia como ingeniero hidráulico y fue nombrado inspector de fortificaciones por el papa Alejandro VII en 1657. Posteriormente, fue director de vías fluviales en los estados pontificios.
En la Basílica de San Petronio, Cassini convenció a los funcionarios de la iglesia para que crearan un meridiano mejorado para el reloj de sol de la Basílica. Para ello, desplazó el gnomon estenopeico que proyectaba la imagen del Sol hacia las bóvedas de la iglesia, a 66,8 metros (219 pies) del meridiano inscrito en el suelo. La imagen mucho más grande del disco solar proyectada por el efecto de la cámara oscura le permitió medir el cambio en el diámetro del disco solar a lo largo del año a medida que la Tierra se acercaba y se alejaba del Sol. Concluyó que los cambios de tamaño que midió eran consistentes con la teoría heliocéntrica de Johannes Kepler de 1609, según la cual la Tierra se movía alrededor del Sol en una órbita elíptica en lugar del sistema ptolemaico, donde el Sol orbitaba la Tierra en una órbita excéntrica.

Tras trabajar para el papa Clemente IX, Colbert lo reclutó para ir a París y ayudar a establecer el Observatorio de París. Cassini partió el 25 de febrero de 1669. Se convirtió en director del Observatorio, dos años más tarde. 
Las determinaciones de Cassini de los períodos de rotación de Júpiter y Marte en 1665-1667 aumentaron su fama, y en 1669, con el asentimiento reticente del Papa, se mudó a Francia y a través de una subvención de Luis XIV de Francia ayudó a establecer el Observatorio de París , que se inauguró en 1671;  seguiría siendo el director del observatorio por el resto de su carrera hasta su muerte en 1712. 
Durante los cuarenta y un años restantes de su vida, Cassini sirvió como astrónomo/astrólogo de Luis XIV ("El Rey Sol"); cumpliendo el esperado rol dual pero enfocando la abrumadora mayoría de su tiempo en la astronomía en lugar de la astrología que tanto había estudiado en su juventud. Cassini adoptó completamente su nuevo país, hasta el punto de que se le conoció indistintamente como Jean-Dominique Cassini, aunque ese es también el nombre de su bisnieto, Dominique, conde de Cassini.
En 1711 Cassini quedó ciego y murió el 14 de septiembre de 1712 en París a la edad de 87 años.

## Astrónomo
Si bien está considerado uno de los más grandes astrónomos observacionales de todos los tiempos, en el aspecto teórico tuvo errores como no aceptar por completo la teoría heliocéntrica (su posición al respecto fue algo ambigua, en algunas ocasiones adoptando el modelo de Tycho y en otras una posición agnóstica) o el movimiento elíptico de los planetas descubierto por Kepler. No obstante, conviene aclarar que dichas teorías eran todavía discutidas en su tiempo, ya que fue a principios del siglo XVIII cuando, gracias al cálculo diferencial y a observaciones de precisión mejorada, se consiguió comprobar la incuestionable superioridad de la teoría de la gravitación de Newton. De hecho, el propio Cassini acabó contribuyendo a la verificación de la segunda al comprobar con el reloj solar de la Basílica de San Petronio en Bolonia que la variación de la distancia entre el Sol y la Tierra se ajustaba mejor a una órbita ovalada que a una circular con el objeto central situado a una cierta distancia de su centro (los sistemas de Ptolomeo, Copérnico y Tycho utilizaban órbitas circulares, no así el de Kepler, que era el único que utilizaba órbitas elípticas y prescindía de epiciclos). Cassini utilizó también el reloj solar de San Petronio (que él mismo remodeló) para medir con precisión inigualada hasta entonces la longitud del año y la inclinación de la eclíptica, gracias a la precisa corrección que aplicó para la refracción atmosférica. Sus observaciones de la rotación de Júpiter, su descubrimiento de eclipses producidos por las lunas galileanas y su verificación de que los sistemas de satélites joviano y de Saturno seguían la tercera ley de Kepler también acabaron contribuyendo a la aceptación del sistema heliocéntrico kepleriano.

## Controversias

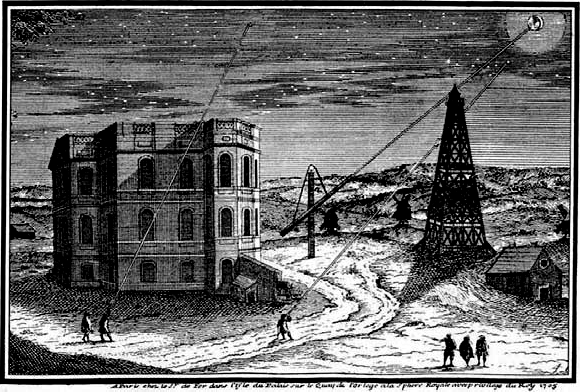
Grabado del Observatorio de París durante la época de Cassini. La torre de la derecha es la torre Marly, una parte desmantelada de la máquina de Marly, traída hasta aquí por Cassini para montar telescopios aéreos y de larga distancia focal.

Cassini no aceptó las órbitas elípticas de los planetas de Kepler, proponiendo a su vez una serie de curvas cuárticas (óvalo de Cassini) para estas órbitas.
En 1676 Ole Rømer, trabajando para Cassini en el Observatorio de París, pudo realizar una predicción más exacta de un eclipse de la luna de Júpiter Io al tener en cuenta que la velocidad de la luz es finita. Aunque en un primer momento Cassini pareció apoyar este importante descubrimiento finalmente no aceptó la argumentación de Rømer aferrándose a la idea de que la luz era instantánea. A pesar de que en ese mismo tiempo Huygens y Newton daban crédito a Rømer tuvieron que pasar muchos años hasta que la idea de que la velocidad de la luz es finita fuera universalmente aceptada.
Cassini y su hijo Jacques, basándose en medidas geodésicas realizadas por ellos mismos, afirmaban que la Tierra era alargada por los polos al contrario de lo que la mecánica de Newton predecía, es decir, que está achatada por los polos. Por esta razón Cassini no aceptó la teoría de la gravitación universal de Newton. La controversia sobre la forma de la Tierra duró muchos años, y finalmente fue zanjada en 1736 en la expedición a Laponia dirigida por Pierre Louis Moreau de Maupertuis que confirmó claramente las teorías de Newton.

## Trabajos geográficos
Durante el tiempo que fue ciudadano francés, contribuyó a la elaboración de un mapa de Francia más preciso, gracias a su método de determinación de las longitudes terrestres mediante una medida más precisa de las diferencias horarias de los eclipses en distintos meridianos. De los resultados de las mediciones efectuadas resultó más pequeña Francia de lo creído hasta entonces. También trazó un completo mapa mundi, donde se describían mediante meridianos y paralelos los diversos lugares del mundo. Su labor fue continuada por Guillermo Delisle.

## Su legado
Es padre de una generación de astrónomos y geógrafos: su hijo Jacques Cassini (1677-1756) fue geógrafo. Su nieto César Cassini (1714-1784) elaboró un mapa de Francia a escala 1/86400 y su bisnieto Jacques Dominique Cassini (1748-1845) fue director del Observatorio de París y terminó el mapa que había empezado su padre. Llevan su apellido el cráter marciano Cassini, el cráter lunar Cassini (en este caso, honor compartido con su hijo Jacques) y los asteroides (24101) Cassini y (24102) Jacquescassini (este último dedicado a su hijo). También llevó su nombre la nave de exploración del sistema de Saturno construida por la NASA, la nave Cassini en conjunto con la sonda Huygens, construida por la Agencia Espacial Europea. Juntas formaron la misión espacial no tripulada Cassini-Huygens, que estuvo en operación hasta el viernes 15 de septiembre de 2017, fecha en la que se destruyó al ingresar en la atmósfera de Saturno.